# Улица Комдива Орлова
У́лица Комди́ва Орло́ва — улица в районе Марфино Северо-Восточного административного округа города Москвы. Проходит от улицы Милашенкова до Ботанической улицы.

## Название
Названа 13 апреля 1967 года в честь участника русско-японской, Первой мировой, Гражданской и Великой Отечественной войн Фёдора Михайловича Орлова (1878—1953). До 1967 года являлась частью Сусоколовского шоссе.
Прежнее название улицы дано в 1925 году по одной версии — по фамилии одного из домовладельцев, по другой версии — по находившемуся поблизости селению с названием Сусоколово.

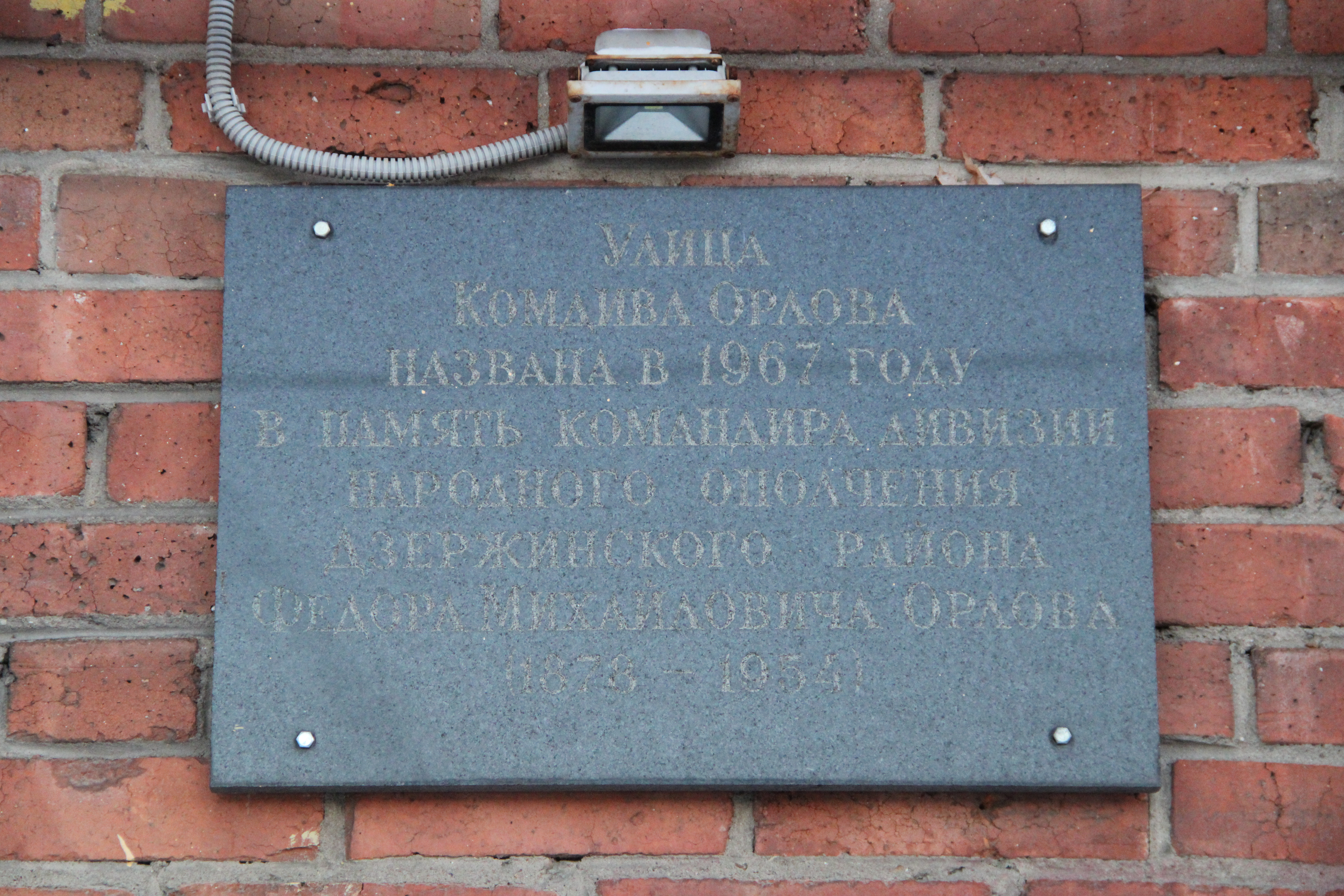
Табличка на доме

## Расположение
Улица Комдива Орлова начинается от одноимённого путепровода через Ленинградское направление Октябрьской железной дороги как продолжение улицы Милашенкова и проходит на северо-восток вдоль Савёловского направления Московской железной дороги слева и опытных полей Главного Ботанического сада справа. Слева к улице примыкают Гостиничный проезд и Гостиничная улица. После пересечения с идущей на север Ботанической улицей переходит в неё же, пересекая через 1-й Алтуфьевский путепровод Малое кольцо МЖД и продолжаясь за ним как Алтуфьевское шоссе.
Хотя сейчас соединения улицы с Сусоколовским шоссе нет, последнее является как бы её «продолжением» на северо-восток.

## Учреждения и организации
По чётной стороне улицы числятся следующие здания:
- 2/37 корпус 2
- 2/37 корпус 3
- 4 — Центр реабилитации инвалидов на колясках «Катаржина»
- 4 строение 1
- 6 — садоводческий центр «Подворье»
- 8 — ЖКС «Альянс Омега», ДЕЗ ОДС-3 (СВАО, Марфино)
- 10

По нечётной стороне улицы числятся следующие здания:
- 3
- 3А

## Общественный транспорт
- Станция метро  Владыкино /  Владыкино — в 450 метрах от конца улицы.
- Автобусы № 23, с585, с543, т29.